# Vukan Savićević
Vukan Savićević (en serbe : Вукан Савићевић) est un footballeur monténégrin né le 29 janvier 1994 à Belgrade (Serbie). Il joue au poste de milieu central avec le FK Vojvodina Novi Sad.

## Palmarès
- Vainqueur du championnat d'Europe des moins de 19 ans 2013 avec l'équipe de Serbie des moins de 19 ans
- Champion de Serbie en 2014  et 2016 avec l'Étoile rouge de Belgrade
- Vainqueur de la Coupe de Slovaquie en 2017 avec le Slovan Bratislava